# Opalony Wierch

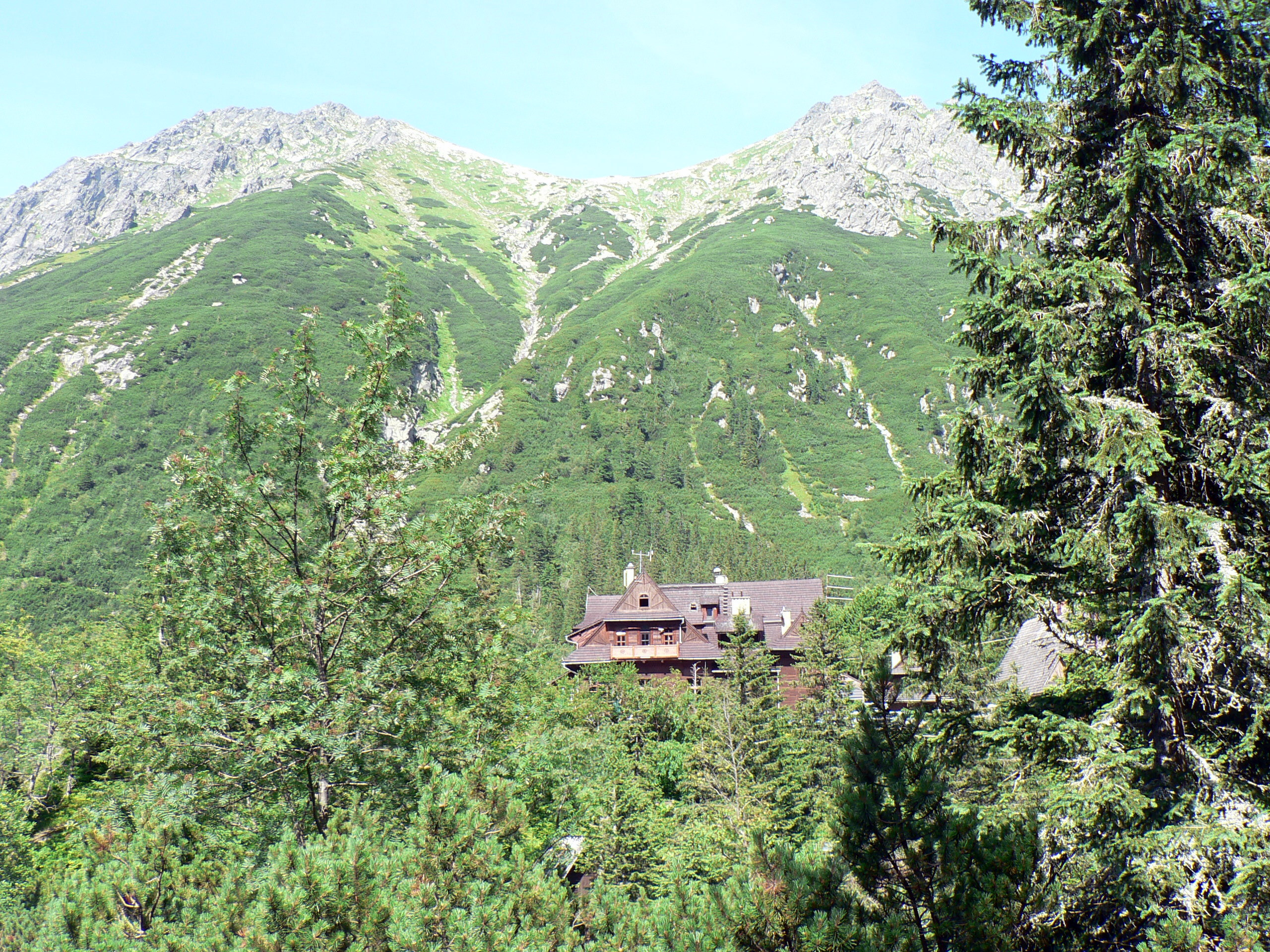
Blick von der Schutzhütte Schronisko PTTK nad Morskim Okiem

Der Opalony Wierch ist ein Berg im Massiv der Miedziane Grań in der polnischen Hohen Tatra in der Woiwodschaft Kleinpolen mit einer Höhe von 2115 m n.p.m.

## Lage und Umgebung
Unterhalb des Gipfels liegen die Täler Dolina Rybiego Potoku im Osten, Dolina Pięciu Stawów Polskich im Westen und  Świstówka Roztocka im Norden.
Vom Gipfel des Miedziane im Süden wird der Opalony Wierch durch den Bergpass Marchwiczna Przełęcz getrennt. Nördlich des Gipfels trennt sich der Kamm in zwei Bergrücken. Der nordwestliche führt zum Gipfel  Świstowa Czuba und der nordöstliche, auch Opalone genannt, führt zum Gipfel Roztocka Czuba.

## Etymologie
Der Name Opalony Wierch lässt sich als Gebräunter Gipfel übersetzen. Er rührt nicht von der Farbe des Berges, sondern von der Sonneneinstrahlung auf diesen.

## Flora und Fauna
Der Opalony Wierch wurde aufgrund seiner reichen und seltenen Flora 1956 zu einem strikten Naturreservat erklärt. In seinen Hängen finden Braunbären Unterschlupf für den Winterschlaf.

## Erstbesteigung
Der Aufstieg auf den Opalony Wierch ist recht einfach. Es ist daher davon auszugehen, dass er bereits spätestens seit dem 17. Jahrhundert von Hirten, Bergleuten und Wilderern bestiegen wurde. Die auf ihm angelegte Alm reichte bis zum Gipfel. Die ersten urkundlich nachweisbaren Besteigungen:
- Winter: Henryk Bednarski am 17. April 1911

## Tourismus
Der Opalony war bei Wanderern sehr beliebt, da er leicht zu besteigen war und sich in der Nähe des Miedziane befand. Das ganze Massiv des Miedziane wurde aufgrund der dort vorkommenden seltenen alpinen Vegetation 1956 zum strikten Naturreservat erklärt und der Wanderweg über seinen Kamm geschlossen. Ein Aufstieg auf den Gipfel ist daher derzeit nicht mehr möglich. Ein blau markierter Wanderweg führt jedoch über seinen Nordosthang vom Bergsee Meerauge ins Tal Dolina Pięciu Stawów Polskich.
Am Fuße des Massivs befinden sich die Schutzhütten Schronisko PTTK nad Morskim Okiem im Osten und Schronisko PTTK w Dolinie Pięciu Stawów Polskich im Westen.

## Belege
- Zofia Radwańska-Paryska, Witold Henryk Paryski, Wielka encyklopedia tatrzańska, Poronin, Wyd. Górskie, 2004, ISBN 83-7104-009-1.
- Tatry Wysokie słowackie i polskie. Mapa turystyczna 1:25.000, Warszawa, 2005/06, Polkart, ISBN 83-87873-26-8.